# 22 Piscium
22 Piscium är en långsam irreguljär variabel (LB) i Fiskarnas stjärnbild.
Stjärnan varierar mellan visuell magnitud +5,53 och 5,60 utan någon fastställd period.